# Luise Eildermann
Luise Eildermann, geb. Gieber, (* 8. April 1899 in Speyer; † 24. Dezember 1986 in Berlin) war eine deutsche Politikerin (KPD) und Frauenrechtlerin. 1930/31 war sie Mitglied der Bremischen Bürgerschaft.

## Biografie
Eildermann besuchte die Handelsschule und wurde zur Stenotypistin ausgebildet. 1918 wurde sie Mitglied der SPD, 1919 der USPD und 1920 der KPD. Sie war hauptamtliche Parteifunktionärin und ab 1925 Sekretärin in der KPD-Bezirksleitung Saargebiet. Dort lernte sie Wilhelm Eildermann (1897–1988) kennen, ebenfalls KPD-Mitglied und Redakteur der Kommunistischen Arbeiter-Zeitung; beide heirateten später. Als ihr Mann in Bremen 1930 eine Haftstrafe wegen Hochverrats antreten musste, folgte sie ihm dorthin. Bereits 1930 wurde sie zur Bremer Bürgerschaftsabgeordneten gewählt und wurde bald durch ihr Redetalent bekannt. 1931 soll sie durch einen Beitrag in der Bürgerschaft einen Tumult ausgelöst haben. Als Aktivistin verfasste und verteilte sie Flugblätter und Schriften. Ihr Thema war insbesondere die Lage und Probleme der erwerbslosen Frauen. 1931 gab sie nach der Haftentlassung ihres Mannes ihr Bürgerschaftsmandat auf und zog mit ihm nach Rostock, wo er Chefredakteur der Volkswacht für den Bezirk Mecklenburg-Schwerin und -Strelitz wurde.  
Nach der „Machtergreifung“ der Nationalsozialisten arbeitete Luise Eildermann illegal für die KPD weiter und musste im Juli 1933 nach Frankreich fliehen. Ihr Mann wurde als illegaler Agitpropleiter im  Mai 1933 verhaftet, in das KZ Fuhlsbüttel gebracht und zu 30 Monaten Haft verurteilt. Er lebte dann in Bremen und emigrierte 1937 zuerst in die Tschechoslowakei, dann nach Paris. Luise Eildermann arbeitete während dessen unter ihrem Decknamen Ossy seit 1936 in Paris im Weltkomitee gegen Krieg und Faschismus. 1936 hielt sie sich in Spanien auf, als der Spanische Bürgerkrieg ausbrach. Ab 1937 lebten die Eheleute Eildermann wieder zusammen. Als 1939 der Zweite Weltkrieg ausbrach, wurden sie wie viele Deutsche interniert. Sie kam in das Frauengefängnis Petite Roquette und dann in das Internierungslager Camp de Rieucros. Sie durfte jedoch nach Mexiko ausreisen und schloss sich dort der von Ludwig Renn, Paul Merker und Otto Katz geführten Bewegung Freies Deutschland an. Ihr Mann emigrierte 1944 in die Sowjetunion.

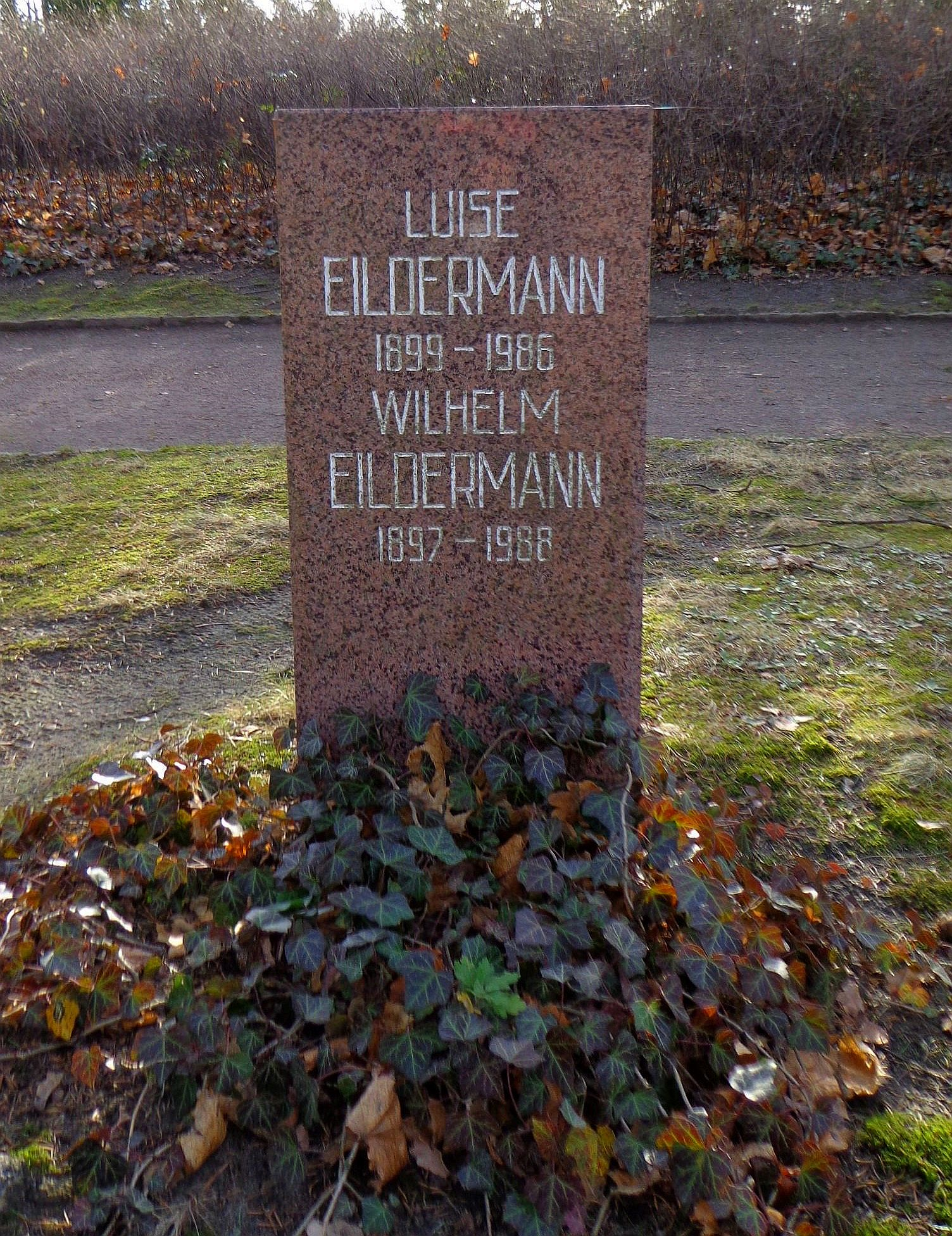
Grabstätte

Nach dem Krieg verließ Luise Eildermann im Herbst 1946 Mexiko, reiste zu ihrem Bruder nach New York City und nach Berlin. Dort arbeitete sie ab Dezember 1946 in der Verwaltung des Inneren in der Sowjetischen Besatzungszone. Im Mai 1947 kehrte auch ihr Mann zurück. Beide wurden Mitglieder der SED. Sie war dann ehrenamtlich tätig, er war bis 1951 Redaktionsleiter und wurde anschließend Professor und Direktor des Instituts für Publizistik und Zeitungswissenschaft an der Universität Leipzig.
Sie wurde in der Grabanlage Pergolenweg des Zentralfriedhofs Friedrichsfelde in Berlin beigesetzt.